# ناحیه جانسون (شهرستان واشینگتن، آرکانزاس)
ناحیه جانسون، شهرستان واشینگتن، آرکانزاس (به انگلیسی: Johnson Township) یک منطقهٔ مسکونی در ایالات متحده آمریکا است که در شهرستان واشینگتن، آرکانزاس واقع شده‌است. ناحیه جانسون ۳٬۰۷۶ نفر جمعیت دارد و ۳۵۴ متر بالاتر از سطح دریا واقع شده‌است.